# 617 (tal)
617 är det naturliga heltal som följer 616 och följs av 618.

## Matematiska egenskaper
- 617 är ett udda tal.
- 617 är ett primtal[1].
- 617 är ett defekt tal.
- 617 är ett glatt tal.

## Inom vetenskapen
- 617 Patroclus, en asteroid.